# ریوردیل پارک (مریلند)
ریوردیل پارک (به انگلیسی: Riverdale Park) شهری در ایالت مریلند کشور ایالات متحده آمریکا است که جمعیت آن در سرشماری سال ۲۰۱۰ میلادی، ۶٬۹۵۶ نفر بوده‌است.